# 幸福捕手
《幸福捕手》（英語：Love Catcher），2008年台灣偶像劇，諾耶廣告股份有限公司製作，由徐懷鈺、施易男、王怡仁、唐治平主演。2008年2月10日開拍，6月17日殺青，10月20日於台視首播。此劇分為4個小單元：洋桔梗之戀、芒果的滋味、泥人、茶言觀色。

## 播出時間

### 首播
| 頻道                          | 所在地 | 播出日期       | 播出時間          |
| ----------------------------- | ------ | -------------- | ----------------- |
| 台視主頻 （數位頻道同步播出） | 臺灣   | 2008年10月20日 | 每週一至週四22:10 |
| HiHD頻道                      | 臺灣   | 2009年3月1日   | 每週一至週五20:00 |
| 安徽衛視                      | 中国   | 2013年11月14日 | 每週一至週日22:30 |

## 演員陣容

### 主要演員
| 演員   | 角色 | 介紹 |
| 施易男 | 程野 | 28歲，獨立自主的平面攝影工作者，有才氣，更有傲氣。對憑著金權指揮指使他人的權勢者有強烈的敵意；但對弱勢、需要幫助的人，有著無限的愛心！他所拍攝的照片有一種獨特的魅力，藉著他獨特的心靈之眼，他從真實的人生中蒐尋被別人忽視的美麗細節，他將這些流動的情感拍下來，凝結在永恆中...                                                                              |
| 徐懷鈺 | 艾淨 | 22歲，富家女，知名暢銷的浪漫純情小說家，她是一個純真、愛幻想，不知人間疾苦的小公主。身邊的親人都將他捧在手掌心上，卻沒有一個人真正了解她內心所渴望的東西是什麼。原本對自己的作品很有信心，但後來自覺所寫過的愛情故事可笑至極，而決定再也不寫，她要去流浪，看看真正的人間。她很容易開心，也很容易就難過起來，個性浪漫純真、說話直率，雖善良但有過於氾濫的愛心 |
| 王怡仁 | 羽蝶 | 25歲。公立大學財經系高材生。憑著姣好的容貌以及永遠掛在臉上的甜美笑容，成為模特兒界的新秀。深愛著程野，每次遇到挫折時，都會尋求程野的呵護，是個外表看似獨立，內心渴望獲得幸福的女人。她的條件不容許她黯淡，她內心的渴望也不容許她將自己藏起來，因此她勇敢的推銷自己，活出自己的光彩，沒想到，當她贏得了事業的同時，卻跟心愛的男友程野越走越遠                 |
| 唐治平 | 黃傑 | 30歲。帥氣多金的年輕實業家。奉莊炎之命照顧艾淨，兩人照顧出感情，成為一對。其實黃傑深愛艾淨，但是他對事業權力太過著迷，因此疏忽了愛情。他是化妝品廠商的負責人，為了表示愛意，甚至大手筆創造出以艾淨為名的化妝品牌，對愛情有強烈的佔有慾和支配慾，並對艾淨追尋幸福的行為感到不理解，與艾淨之間的隔閡也愈來愈深                                                 |

### 其他演員
| 演員   | 角色 | 介紹 |
|        | 莊炎 | 60歲，艾淨的老爸，幽默豪爽，有度量的大企業家，。莊炎因為對女兒的愧疚感，因此極力想彌補女兒。有錢有勢的他能夠做的，就是不著痕跡的成全女兒的夢想。 他非常關心疼愛艾淨，卻無法和艾淨面對面的溝通，於是他化名在網路上與艾淨交流人生經驗，二人成為虛擬世界中無話不談的最好朋友，最後當他發現自己已是癌症末期，他不知道該把自己的事業交給誰？更擔心艾淨未來的幸福 |
| 湯蘭花 | 蕾蕾 | 50歲，艾淨的媽，小名蕾蕾，音樂家，常出國表演，天生浪漫，跟艾淨兩人如同姊妹。她活潑熱情卻也多愁善感，希望艾淨有個好老公，但又一再提醒男人沒一個好東西，讓艾淨更對愛情，婚姻有恐懼感。因為她認為罵男人壞，不就承認自己的眼光差？而且最重要的事，她不承認自己是個愛情的受害者，也絕不是失敗者。她這種近乎阿Q的執著，常讓女兒艾淨很心疼...                      |
| 蔣偉文 | 財哥 | 35歲。程野的經紀人。號稱是經紀人，事實上他簽下的人，一個是程野，一個是羽蝶，後來羽蝶還是因常接不到工作因此跟他解約。他是個英雄主義者，路見不平一定要拔刀相助，對哥兒們程野更是全力相挺...他夠義氣，卻不是做生意的料。當他越是打算盤想要賺錢，就虧的越多；錢好像長了腳就是不讓它追到                                                                         |
| 吳震亞 | 蛋頭 | 25歲，黃傑的私人助理。打扮青春洋溢，走到那兒都帶著一把扇子。舉止有點好笑但卻很可愛，最崇拜的人是黃傑，最喜歡的女生是艾淨。個性憨直，心直口快，總是跟在黃傑的身邊，有時會提醒黃傑多注意艾淨的心思，不要老是衝刺事業，就像是一個衷心為主的僕人；但又有點神經大條，常常搞砸黃傑交付的事情                                                                      |

### 客串演出
| 演員   | 角色   | 介紹                                                             |
| 太保   | 壽伯   | 芒果園主人                                                       |
| 修杰楷 | 家德   | 壽伯的兒子                                                       |
| 戴君竹 | 小蜜   | 家德的女友                                                       |
| 劉乙瑮 | 妍如   | 花田的現任負責人，阿國的妻子                                     |
| 張美瑤 | 清香嬸 | 洋桔梗花田的主人阿國的母親、妍如的婆婆，人稱清香嬸               |
| 姚元浩 | 光群   | 阿國的學弟，花田經銷員                                           |
| 唐琪   | 院長   | 育幼院的院長                                                     |
| 顏嘉樂 |        |                                                                  |
| 班傑   | 馬克   |                                                                  |
| 黃婕菲 | 程夏荷 |                                                                  |
| 方岑   | 尼塔   | 原本是個活潑熱情的母親，兒子小朗的死，受不了打擊，因而得了憂鬱症 |
| 劉亮佐 | 中宇   | 行為穿著就像個流浪漢，身上總抱著一顆籃球，原是生意人             |
| 許思晨 | 小妮   | 尼塔、中宇的女兒                                                 |
| 李依瑾 | 辣妹   | 黑道的女兒                                                       |

## 電視劇歌曲
| 曲別   | 歌名     | 演唱者       | 作詞 | 作曲     |
| 片頭曲 | 幸福     | 湯蘭花       | 李蕙 | 東樂大唐 |
| 片尾曲 | 幸福捕手 | 俞灝明、任曦 | 李蕙 | 東樂大唐 |

## 重要場景
- 新北市
  - 鶯歌區陶瓷博物館
- 嘉義縣
  - 阿里山高山茶園
  - 新港鄉桔梗花田
- 臺南市
  - 玉井區芒果果園
  - 安平區安平樹屋

## 製作團隊
- 監製：丘岳、胡佳君
- 製作人：李蕙
- 原創腳本：李蕙
- 編劇：林其樂、錢中平、李承濂、王國光
- 導演：麥大傑
- 製作公司：諾耶廣告股份有限公司

- 企劃：潘逸群、李正道
- 後製導演：錢中平
- 製片：李敏
- 統籌：李正道
- 製作協調：潘文焮、彭琬君
- 執行製作：李協諭、李英杰
- 副導：謝安婕
- 場記：楊文勤
- 道具：張文耀、蔣新隆
- 攝影：冷永麟
- 攝影助理：李政剛
- 美術指導：游藝空間設計有限公司
- 造型：吳博仁整體造型工作室
- 燈光：精靈影視器材有限公司
- 成音：亞洲之音製作有限公司
- 梳化：李沛諭、鄧莉棋、鐘燕燕、吳辰維、沈琇玲
- 場務：宗來影視（周于勝、吳金榜）
- 劇照：林承樺
- 側拍：蔡明諺
- 動畫：吳崇榮
- 剪接：陳冠宇
- 主題配樂：極度造音工作室
- 音效：富國錄音室、聲動錄音室
- 字幕：富國錄音室、臺灣電視事業股份有限公司

## 外部連結
- 官方网站－台視

## 作品的變遷
| 台視主頻 每週一至週四 22:10 - 23:10 | 台視主頻 每週一至週四 22:10 - 23:10          | 台視主頻 每週一至週四 22:10 - 23:10 |
| ----------------------------------- | -------------------------------------------- | ----------------------------------- |
|                                     | 幸福捕手 （2008年10月20日－2008年12月1日）   |                                     |
| -                                   | 幸福的抉擇 （2008年12月22日－2009年1月27日） |                                     |

| HiHD頻道 每週一至週五 20:00 - 20:55           | HiHD頻道 每週一至週五 20:00 - 20:55      | HiHD頻道 每週一至週五 20:00 - 20:55 |
| --------------------------------------------- | ---------------------------------------- | ----------------------------------- |
|                                               | 幸福捕手 （2009年3月4日－2009年3月31日） |                                     |
| 翻滾吧！蛋炒飯 （2009年2月4日－2009年3月3日） | 天平上的馬爾濟斯                         |                                     |

| 中国 CCTV-8 每週一至週日 22:30 - 24:00 | 中国 CCTV-8 每週一至週日 22:30 - 24:00      | 中国 CCTV-8 每週一至週日 22:30 - 24:00 |
| -------------------------------------- | ------------------------------------------- | -------------------------------------- |
|                                        | 幸福捕手 （2013年11月14日－2013年11月28日） |                                        |
| —                                      | —                                           |                                        |